# Tawau
Tawau es una ciudad de Malasia, la tercera del estado de Sabah tras Kota Kinabalu y Sandakan. Se encuentra al oriente de la isla de Borneo, en Malasia Oriental.
Han sido importantes productos comerciales el cacao y la madera para construcción.
Según el censo de 2000 tiene 213.903 habitantes, pero se calcula que en 2009 ha superado los 370.000.